# Tokhoshi
Tokhoshi (ook: Toqochchi, Togochchi, Toqoshi, Takhushih, Takouchan, Takusha, Tocoscia, Togosi of Togsha) is een gehucht in het District Zeila in de regio Awdal in het uiterste noordwesten van Somaliland; en is dus formeel gelegen in Somalië omdat Somaliland geen erkende staat is.
Tokhoshi ligt op een kustvlakte, niet ver van de Golf van Aden; het achterland is een vrijwel onbewoonde woestijn waar nomaden rondtrekken met vee, de zgn. ‘Banka Geeriyaad’ (vlakte des doods). Het dorp bestaat slechts uit één straatje met daarachter wat losse hutjes.
Tokhoshi heeft een traditie van zoutproductie. De regio is daarvoor ideaal: een ondiepe lagune met een hoog zoutgehalte, vlak land, veel zon en wind. Het zout wordt artisanaal gewonnen uit honderden ronde putten van enkele meters diep langs de kust. Dit leidt tot een uitzonderlijk landschap zo'n 3,5 km ten noorden van het dorp, zie hier. De winning is uitsluitend voor de lokale markt, m.n. voor Borama. De infrastructuur is te slecht voor expansie, en investeringen voor malen, toevoegen van jodium etc. ontbreken. Het meeste zout in Somaliland wordt daarom geïmporteerd uit Jemen.
Het district Zeila heeft nauwelijks een wegennet, doch slechts een paar ruwe zandpaden die alleen voor auto's met vierwielaandrijving begaanbaar zijn. Vanaf Tokhoshi leidt zo'n 'weg' naar het westen naar Lawyacado aan de grens met Djibouti (21 km), en naar het oosten naar de districtshoofdstad Zeila (6,5 km) en vandaar verder Somalië in. Vanwege deze slechte verbindingen maar ook vanwege clan-verwantschappen is de economie van dit gebied meer verweven met die van Djibouti dan met de rest van Somalië/Somaliland.
Klimaat: Tokhoshi heeft een woestijnklimaat. De gemiddelde jaartemperatuur is 30,0 °C. Juli is de warmste maand, gemiddeld 35,9 °C; januari is het koelste, gemiddeld 25,3 °C. De jaarlijkse regenval bedraagt ca. 89 mm (ter vergelijking: in Nederland ca. 800 mm). Er is geen sprake van echte regenseizoenen; er valt het hele jaar weinig neerslag; nooit meer dan max. ± 14 mm per maand (november). De jaarlijkse neerslagfluctuaties zijn aanzienlijk.